# Amanita subpallidorosea
Amanita subpallidorosea é um cogumelo do gênero Amanita, que ocorre sob carvalhos do sul da China e do Taiwan. Este cogumelo está relacionado com as espécies letais Amanita virosa e Amanita ocreata.
Em 2014, duas pessoas morreram após consumir esses cogumelos colhidos próximo  Zunyi, província de Guizhou, no sudoeste da China. Em 2015, as investigações das mortes levaram à descrição da Amanita subpallidorosea. O diagnóstico molecular da espécie demonstrou uma relação íntima de ancestralidade com as espécies letais Amanita virosa e Amanita ocreata. Os cogumelos pertencem ao clade dentro da seção Phalloideae, um extenso grupo de cogumelos altamente tóxicos responsáveis por inúmeras mortes ao redor do mundo.
Geralmente, o cogumelo A. subpallidorosea tem tamanho médio e cor predominantemente branca. A parte superior tem formato cônico, antes de se tornar mais convexa e achatada. Medindo de 3 a 6,5 cm de diâmetro, a parte superior é branca e, ao decorrer do corpo, desenvolve uma tonalidade rosa pálido, proeminente no centro e nas margens. Quando molhado, tem textura pegajosa. As guelras são livres e apresentam cerca de 4 mm de profundidade. O estipe, de cor laranja e com formato anelar membranoso, varia de 7 a 12 cm de altura e 0,6 a 1,4 cm de espessura. O bulbo da base varia de 1,5 a 3 cm de espessura. Os esporos são brancos, redondos, de conteúdo amiloide, variando de 8 a 12 μm, vistos de um microscópio. Quando recebe a aplicação de hidróxido de sódio (NaOH), o cogumelo adquire uma coloração amarela.
Distingue-se da Amanita pallidorosea, uma vez que a parte superior do cogumelo tem uma protuberância que dá origem aos esporos menores, quando vistos em imagens microscópicas. Na China, algumas amanitas letais têm coloração branca. Por fim, o cogumelo A. subpallidorosea é encontrado sob carvalhos dos gêneros Quercus e Cyclobalanopsis, no Taiwan e na província de Guizhou.